# Anonychomyrma biconvexa
Anonychomyrma biconvexa é uma espécie de formiga do gênero Anonychomyrma.